# Eichin Racing Team
Das Eichin Racing Team ist ein deutsches Motorsportteam  mit Sitz in Nimburg im Südwesten Baden-Württembergs. 

## Geschichte
1980 wurde das Eichin Racing Team gegründet und war in den ersten Jahren mit BMW-Fahrzeugen erfolgreich. Zu den bekannten Fahrern aus der Gründerzeit zählt der zweimalige Europabergmeister Rolf Göring. 
Der Teamchef Walter Eichin gehört zu den Gründungsmitgliedern der Porsche-Markenpokal-Serie. Eichin Racing war bereits in den ersten Jahren mit dem Porsche 944 Turbo bei Porsche 944 Turbo Cup erfolgreich und baute auf das auf, was das Team in den Jahren zuvor bereits mit BMW erreicht hatte. In der Serie des Porsche Carrera Cups  gewann 1993 das Team mit dem Fahrer Wolfgang Land den schnellsten Markenpokal Europas mit einem Porsche 911 GT3 Cup. Land fuhr drei Siege ein und stand fünfmal in der Saison auf dem Siegespodest. 1999 wurde das Eichin Team im Porsche Carrera Cup Vizemeister mit Christian Menzel, der einen Gesamtsieg einfuhr und in der Saison viermal auf dem Podium stand.

## Nachwuchsförderung
In der Saison 2005 förderte das Team von Walter Eichin die jungen Nachwuchsfahrer Alexander Roloff und Dominik Farnbacher. In der Saison 2008 nahm das Eichin Team mit zwei Porsche 911 GT3 und den Fahrern Pascal Kochem und Mike Verschuur am Porsche Carrera Cup teil.